# Andrzej Śmietanko
Andrzej Śmietanko (ur. 1 maja 1955 w Kozłowie) – polski doktor nauk rolnych i polityk, poseł na Sejm II kadencji, minister rolnictwa i gospodarki żywnościowej w latach 1993–1995.

## Życiorys
Ukończył w 1982 studia na Wydziale Rolniczym w Akademii Rolniczo-Technicznej w Olsztynie, w 1988 uzyskał stopień doktora na podstawie pracy zatytułowanej Ochrona rzepaku ozimego techniką lotniczą. Był kierownikiem Zakładu Rolnego MGR w Piszu od 1982 oraz prezesem Spółdzielni „Wator” w Orzyszu w latach 1985–1992. W lutym 1992 objął stanowisko wiceprezesa Agencji Rynku Rolnego.
Należał do Związku Młodzieży Wiejskiej i Zjednoczonego Stronnictwa Ludowego. W 1990 przystąpił do Polskiego Stronnictwa Ludowego, był wiceprezesem Naczelnego Komitetu Wykonawczego tej partii (ustąpił z tej funkcji w marcu 1999). Z jej listy sprawował mandat posła II kadencji wybranego w okręgu suwalskim. W 1997 bez powodzenia ubiegał się o reelekcję. Należy do Stowarzyszenia „Ordynacka”.
Od 26 października 1993 do 6 marca 1995 pełnił funkcję ministra rolnictwa i gospodarki żywnościowej w rządzie Waldemara Pawlaka. Od marca do grudnia 1996 był sekretarzem stanu w Ministerstwie Przekształceń Własnościowych, a od stycznia do października 1997 podsekretarzem stanu w Ministerstwie Skarbu Państwa. W 1998 został podsekretarzem stanu w Kancelarii Prezydenta. Od listopada 2001 do lutego 2002 był prezesem Agencji Restrukturyzacji i Modernizacji Rolnictwa.
W latach 1998–2002 zasiadał w sejmiku warmińsko-mazurskim, do października 1999 będąc jego przewodniczącym. Zajmował stanowiska prezesa Krajowej Rady Gorzelnictwa i Biopaliw. Do 2004 był prezesem zarządu i przewodniczącym rady nadzorczej założonej przez Aleksandra Gudzowatego firmy Brasco Bartimpex – Holding Biopaliwowy S.A. Bez powodzenia kandydował do Sejmu w wyborach parlamentarnych w 2005.
Po wyborach w 2007 objął stanowisko prezesa zarządu przedsiębiorstwa Elewarr, spółki kontrolowanej przez Agencję Rynku Rolnego, zajmującej się głównie magazynowaniem zboża (posiadającej m.in. elewatory i magazyny zbożowe zdolne pomieścić zboże o masie ponad 650 tys. ton). W późniejszym czasie przeszedł na funkcję dyrektora generalnego tej spółki.
W wyborach samorządowych w 2010 bezskutecznie startował do rady powiatu legionowskiego, otwierając listę lokalnego komitetu.
W lipcu 2012 media ujawniły nagranie rozmowy między byłym prezesem ARR Władysławem Łukasikiem i prezesem kółek rolniczych Władysławem Serafinem, w której pierwszy z nich sugerował m.in. nepotyzm i niegospodarność w spółkach Skarbu Państwa, jakich mieli się dopuszczać działacze PSL w tym Andrzej Śmietanko. W tym samym miesiącu Andrzej Śmietanko otrzymał wypowiedzenie z zajmowanego stanowiska w przedsiębiorstwie Elewarr. Został także odwołany z rad nadzorczych spółek zależnych: Towarowego Domu Maklerskiego Arrtrans w Łodzi i Zamojskich Zakładów Zbożowych.